# Байу-Ундан (газоконденсатне родовище)
Байу-Ундан — офшорне газоконденсатне родовище в Тиморському морі.

## Загальний опис
Знаходиться за 250 км на південний схід від Suai (острів Тимор) та за 500 км від узбережжя Північної території Австралії. Відноситься до нафтогазоносного басейну Bonaparte.
Розташоване в межах Спільної території розробки вуглеводнів (Joint Petroleum Development Area, JPDA), якою володіють Східний Тимор та Австралія. Її створення та існування викликане тривалою суперечкою щодо кордонів економічних зон між Австралією та (послідовно) Португалією (володіла Східним Тимором як колонією до 1975 року), Індонезією (тримала Східний Тимор під окупацією до 1999-го) та незалежним Східним Тимором.
Родовище відкрите в 1995 році на глибині 897 метрів під морським дном свердловиною Bayu-1.  Глибина моря в районі Байу-Ундан складає 80 метрів. Поклади вуглеводнів відносяться переважно до періоду середньої та верхньої юри.
Запаси Байу-Ундан оцінюються 96 млрд м³ газу та до 400 млн барелів рідких вуглеводнів.
Розробка родовища здійснюється під операторством ConocoPhillips (57,2 % у проекті), до складу консорціуму також входять італійська Eni (11 %), Santos (11,5 %) та японські Inpex (11.3 %) і Tokyo Electric Power/Tokyo Gas (9.2 %).
На першому етапі видобутку, що розпочався у 2004 році, відбувалось вилучення лише конденсату та зрідженого нафтового газу, які надходили на плавучу установку по зберіганню та відвантаженню (FSO) Liberdade, споруджену на верфі Samsung Heavy Industries. Вона може одночасно зберігати 820 тисяч барелів конденсату та по 300 тисяч барелів пропану і бутану. Установка, встановлена на постійну якірну стоянку в 2003 році, стала першою в світі, що суміщує обслуговування конденсату та ЗНГ. Інший газ при цьому закачувався назад у пласт.
З моменту спорудження експортного трубопроводу Байу-Ундан – Дарвін (2006 рік) газ розпочали подавати на завод із зрідження Дарвін ЗПГ.
Облаштування родовища включало встановлення кількох платформ:
- DPP (Drilling, Production and Processing) — виконує функції буріння та підготовки видобутої продукції;
- CUQ (Compression, Utilities and Quarters) — слугує для розміщення компресорних потужностей (три основних компресори по 23 МВт та два допоміжних по 7,5 МВт), електрогенераторів та проживання персоналу;
- дистанційно керованої платформи для обслуговування фонтанних арматур WP (Wellhead platform 1).

У 2014 році розпочались додаткові роботи по облаштуванню, в межах яких встановлено два підводних видобувних комплекси.
Надходження від розробки родовища Байу-Ундан приносять основну частину доходів Східного Тимору (до 95 %), і будуть виконувати цю роль щонайменше до початку видобутку на Великому Санрайзі.